# Dichaea brachypoda
Dichaea brachypoda är en orkidéart som beskrevs av Heinrich Gustav Reichenbach. Dichaea brachypoda ingår i släktet Dichaea och familjen orkidéer. Inga underarter finns listade i Catalogue of Life.